# Wojciech Jastrzębowski (artysta)

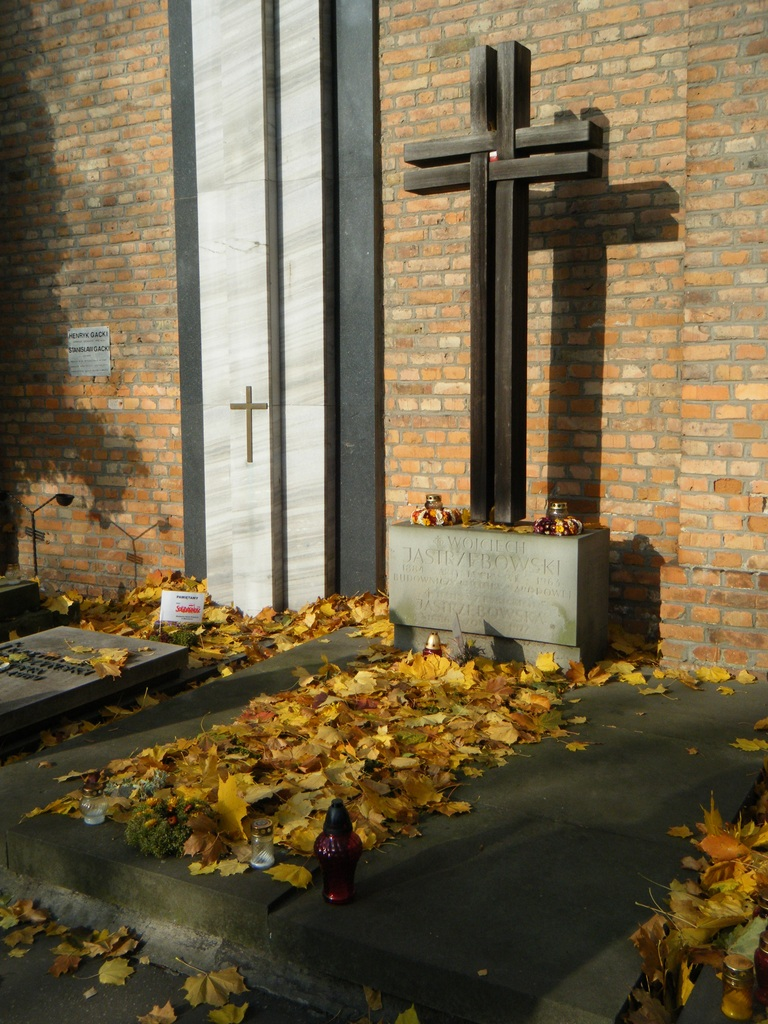
Grób artysty, aleja zasłużonych Starych Powązek

Wojciech Jastrzębowski, ps. „Wojtek” (ur. 25 lutego 1884 w Warszawie, zm. 9 marca 1963 tamże) – polski artysta, projektujący sztukę użytkową i grafikę m.in. w stylu secesji. W latach 1935–1938 był senatorem RP IV kadencji powołanym przez prezydenta Polski.

## Życiorys
Urodził się w rodzinie Władysława, ilustratora pism warszawskich, i Leony (Teony) ze Staweckich. Uczęszczał do prywatnej szkoły realnej J. Pankiewicza w Warszawie. W 1904 ukończył naukę w warszawskiej szkole realnej Witolda Wróblewskiego, gdzie lekcje rysunku prowadził Jan Kauzik i rozpoczął studia w krakowskiej Akademii Sztuk Pięknych, gdzie był uczniem Józefa Mehoffera, Stanisława Wyspiańskiego i Jana Stanisławskiego. W 1909 otrzymał stypendium i wyjechał na dwuletnie studia do Paryża. Po powrocie w 1911 był współzałożycielem stowarzyszenia Architektura, Rzeźba, Malarstwo i Rzemiosło, które w 1913 zmieniło nazwę na Warsztaty Krakowskie. Warsztaty zajmowały się projektowaniem i wykonywaniem wzornictwa przemysłowego. Pracownia ta wzorowała się na Wiener Werkstätte. Od 1912 był kierownikiem artystycznym i wykładowcą na Kursach dla Rzemieślników organizowanych w Muzeum Techniczno-Przemysłowym w Krakowie. Równolegle prowadził Kurs Sztuki Stosowanej w krakowskiej Szkole Sztuk Pięknych dla kobiet Marii Niedzielskiej.
Od 1912 był członkiem Związku Strzeleckiego. W 1914 wstąpił do batalionu warszawskiego Legionów Polskich, służył w 5 kompanii V baonu 3 pułku piechoty, a następnie w 5 kompanii VI baonu 7 pułku piechoty. Następnie został podoficerem ordynansowym w 1 pułku piechoty, po awansie na sierżanta przeniesiony do kompanii rekruckiej. W 1917 był urlopowany i w tym czasie prowadził kurs rysunku i malarstwa na Wyższych Kursach dla Kobiet im. Adriana Baranieckiego. W 1918 został zaszeregowany do Polskiej Organizacji Wojskowej, brał udział w obronie Lwowa.
Po przejściu do rezerwy w grudniu 1921 przeprowadził się do Warszawy i otrzymał stanowisko kierownika artystycznych Gmachów Reprezentacyjnych. W 1922 wygrał konkurs na projekt monet obiegowych. Równocześnie został członkiem komitetu redakcyjnego czasopisma „Grafika Polska” oraz zaczął nauczać w Szkole Sztuk Pięknych, gdzie zainicjował powstanie doświadczalnego warsztatu stolarskiego, który był zaczątkiem Towarzystwa Polskiej Sztuki Stosowanej (podobne Towarzystwo działało w Krakowie od 1901). Wkrótce po uruchomieniu warsztatu został kierownikiem artystycznym i jednym z projektantów w pracowni kilimów w Henrykowie. W 1923 otrzymał tytuł profesora Szkoły Sztuk Pięknych, a trzy lata później został współorganizatorem Spółdzielni Artystów Plastyków ŁAD. W 1928 został dyrektorem Departamentu Sztuki w Ministerstwie Wyznań Religijnych i Oświecenia Publicznego, funkcję tę pełnił do 1930.
W 1934 rząd polski podjął decyzję o budowie dwóch transatlantyków, o ich wystroju miała decydować specjalnie powołana Podkomisja Artystyczna, której przewodniczącym został Wojciech Jastrzębowski. Rok później artysta został wybrany na prorektora Akademii Sztuk Pięknych, a od 1936 do wybuchu II wojny światowej był rektorem tej uczelni. W 1939 znalazł się w Londynie, gdzie został rzeczoznawcą i kierownikiem artystycznym wystaw twórczości polskiej, które organizowało zlokalizowane w Londynie Ministerstwo Informacji i Dokumentacji. Od 1943 był prezesem Decorative Arts Studio, a od 1946 był wykładowcą w założonym przez Mariana Bohusz-Szyszko Polskim Studium Malarstwa i Grafiki Użytkowej.
W 1947 powrócił do Polski i rozpoczął współpracę z Biurem Nadzoru Estetyki Produkcji (późniejszy Instytut Wzornictwa Przemysłowego), w tym samym roku otrzymał tytuł profesora zwyczajnego Akademii Sztuk Pięknych w Warszawie. W 1951 został przewodniczącym Rady Naukowej Instytutu Wzornictwa Przemysłowego, funkcję tę pełnił do 1959. Równocześnie od 1953 przez pięć lat był przewodniczącym Rady Naukowej Akademii Sztuk Pięknych w Warszawie i rzeczoznawcą w Komisji Planowania Sztuk Plastycznych Rady Kultury i Sztuki. W 1958 zaprojektował m.in. awers obiegowej monety 5-złotowej z wizerunkiem rybaka.
Zmarł w Warszawie. Pochowany na cmentarzu Powązkowskim w Warszawie (Aleja Zasłużonych-1-125,126).

## Twórczość
Wojciech Jastrzębowski był wszechstronnie uzdolnionym plastykiem, w ogromnej liczbie projektów jego autorstwa znajdują się obrazy, plakaty, afisze, ilustracje czasopism i książek, polichromie, kilimy, medale, projekty wnętrz, projekty pomników, witraże, metaloplastyka, projekty mebli, projekty monet (1924 i 1958), wzory neonów, organizacja plastyczna imprez, heraldyka, projekty znaczków pocztowych. Wielkim sukcesem była dla Jastrzębowskiego paryska wystawa światowa w roku 1925. Zaprojektował też m.in. wnętrza gmachu Ministerstwa Wyznań Religijnych i Oświecenia Publicznego (1924) oraz wnętrza statków MS Piłsudski i MS Batory (1934–1936).
Jego dwie prace (puchary) zostały zgłoszone do Olimpijskiego Konkursu Sztuki i Literatury na igrzyskach olimpijskich w Los Angeles (1932), ale nie uzyskały wyróżnienia.
Sylwetkę twórczą Wojciecha Jastrzębowskiego zarysował w skrócie Maciej Masłowski w następujący sposób:

[...]>>Jeden człowiek – nie, bo naprawdę trzech ludzi – artysta, wychowawca i działacz – wspierając się nawzajem radą i zręcznością ręki, doświadczeniem i pracą – stworzyło wspólnym solidarnym wysiłkiem wielką sprawę, której na imię Wojciech Jastrzębowski.<<[...]

## Ordery i odznaczenia
- Krzyż Komandorski z Gwiazdą Orderu Odrodzenia Polski (1961)
- Krzyż Komandorski Orderu Odrodzenia Polski (dwukrotnie: 1935, 11 lipca 1955[10])
- Krzyż Niepodległości (24 maja 1932)[11]
- Krzyż Oficerski Orderu Odrodzenia Polski (28 kwietnia 1926)[12]
- Krzyż Walecznych (dwukrotnie)
- Medal 10-lecia Polski Ludowej (19 stycznia 1955)[13]
- Odznaka „Za wierną służbę” (1916)
- Komandor Orderu Korony Jugosłowiańskiej (Jugosławia, 1933)
- Oficer Orderu Legii Honorowej (Francja, 1926)

## Nagrody
- Państwowa Nagroda Plastyczna (1933)
- Nagroda plastyczna Ministra Wyznań Religijnych i Oświecenia Publicznego (1934)[14]